# Cheilotrichia (Empeda) brevior
Cheilotrichia (Empeda) brevior is een tweevleugelige uit de familie steltmuggen (Limoniidae). De soort komt voor in het Oriëntaals gebied.